# High Card
High Card (ハイカード Haikādo?) (estilizado como HIGH CARD) es una franquicia multimedia japonesa creada por Homura Kawamoto, Hikaru Muno y TMS Entertainment. Consistirá en una serie de manga, una serie de novelas, CD drama y una serie de televisión de anime de Studio Hibari, que se estrenó el 9 de enero de 2023.

## Argumento
La familia real del Reino de Fourland posee una baraja secreta de 52 "cartas X-Playing", cada una de las cuales otorga un poder o habilidad sobrehumana a quien las usa. Sin embargo, las tarjetas casi fueron robadas hace un mes y luego esparcidas por todo el país. En la actualidad, un ladrón llamado Finn Oldman está luchando por recaudar fondos para su orfanato antes de que el propietario lo limpie. Después de hacer autostop hasta un casino, Finn pronto se ve incluido en High Card, un grupo especial al que el Rey le ha encargado recuperar las 52 cartas, mientras trabaja encubierto como vendedor de la compañía de automóviles Pinochle. Sin embargo, High Card debe lidiar con las amenazas de la compañía automovilística rival "Who's Who" que busca aplastar a Pinochle y la familia mafiosa Klondike que quiere las cartas X-Playing para sus propios fines nefastos.

## Personajes

### Pinochle (High Card)
Finn Oldman (フィン・オールドマン Fin Ōrudoman?)
 Seiyū: Gen Satō
El miembro más nuevo de High Card, un hábil carterista con gran vista y concentración que le permite pensar en varios pasos por delante. Finn provenía de una familia antigua y rica de Trapla, pero en el día de su cumpleaños, apareció un caballero vestido con una armadura negra y asesinó a los padres de Finn frente a él. Después de intentar recaudar dinero rápidamente para salvar el orfanato donde creció, Finn pronto se vio envuelto en la batalla por las cartas X-Playing. Tiene el 2 de espadas, con la habilidad "Neo New Nambu", que invoca un revólver Nambu cargado en su mano y puede invocar balas adicionales en su mano libre.
Chris Redgrave (クリス・レッドグレイヴ Kurisu Reddogureivu?)
 Seiyū: Toshiki Masuda
Un mujeriego coqueto y un conductor experto y goloso. Recluta a Finn después de ver sus habilidades de primera mano en Bell End y se convierte en su mentor en la sucursal Old Maid de Pinochle. Tiene el 5 de Corazones, con la habilidad "Calorie's High", lo que le permite curar lesiones instantáneamente que de otro modo resultarían fatales al convertir el exceso de calorías.
Leo Constantine Pinochle (レオ・コンスタンティン・ピノクル Reo Konsutantin Pinokuru?)
 Seiyū: Shun Horie
El hijo de 14 años del director general de la empresa Pinochle y del director de la oficina Old Maid, con un comportamiento abrasivo que a menudo irrita a sus compañeros. Sin embargo, su posición en la sociedad y su dinero lo sitúan en lo más alto de High Card. Leo tiene el 7 de Diamantes, con la habilidad "Never No Dollars" que le permite cambiar instantáneamente cualquier cantidad de dinero físicamente cerca por un objeto de valor equivalente.
Wendy Sato (ウェンディ・サトー Wendi Satō?)
 Seiyū: Haruka Shiraishi
Wendy, hija de un maestro espadachín del Lejano Oriente, se encarga de la contabilidad de la oficina de Old Maid de Pinochle. Ella tiene el As de Espadas que invoca "Love and Peace", una gran espada con mente propia.
Vijay Kumar Singh (ヴィジャイ・クマール・シン Vijai Kumāru Shin?)
 Seiyū: Yūichirō Umehara
Un estudiante de doctorado muy inteligente en la Universidad de Cribbage y un buen cocinero que administra los sistemas en la oficina de Old Maid de Pinochle, pero su personalidad distante hace que sea difícil acercarse a él para la mayoría de las personas. Tiene el 3 de Tréboles, con el poder "Green Green", lo que le permite comunicarse con las plantas cercanas y controlarlas.
Bernard Symons (バーナード・シモンズ Bānādo Shimonzu?)
 Seiyū: Kazuhiro Yamaji
El mayordomo de Leo, que se desempeña como administrador de High Card y hace de todo, desde servir té hasta reparar automóviles en la sucursal Old Maid de Pinochle.
Theodore Constantine Pinochle (セオドール・コンスタンティン・ピノクル Seodōru Konsutantin Pinokuru?)
 Seiyū: Daisuke Ono
El director ejecutivo de Pinochle, el padre de Leo, uno de los antagonistas y director de High Card que trabaja directamente bajo las órdenes del Rey.
Owen Alldays (オーウェン・オールデイズ Ōwen Ōrudeizu?)
 Seiyū: Nobunaga Shimazaki
El secretario personal de Theodore que cumple fielmente sus órdenes.

### Who's Who
Norman Kingstadt (ノーマン・キングスタット Nōman Kingusutatto?)
 Seiyū: Toshihiko Seki
El extravagante y carismático director ejecutivo de "Who's Who" tiene una rivalidad unilateral con su amigo de la infancia Theodore, aunque él no le corresponde.
Brist Blitz Broadhurst (ブリスト・ブリッツ・ブロードハースト Burisuto Burittsu Burōdohāsuto?)
 Seiyū: Shunsuke Takeuchi
Secretario personal y guardaespaldas de Norman. A diferencia de su jefe, Blist prefiere mantener una actitud estrictamente profesional en el trabajo, recordándole constantemente a Norman las normas salariales y laborales incluso mientras trabaja para coleccionar cartas X-Playing para él. También tiene en su poder el 10 de Tréboles, "Million Volt", que le permite canalizar la electricidad a través de su cuerpo.
Brandy Blumenthal (ブランディ・ブルーメンタール Burandi Burūmentāru?)
 Seiyū: Mie Sonozaki
La otra secretaria personal y guardaespaldas de Norman que ve su obsesión con su rival y las cartas X-Playing como una pérdida de tiempo, incluso cuando ella le brinda apoyo. Ella también tiene en su poder el 7 de Espadas, "Interceptor".

### Klondike
Ban Klondike (バン・クロンダイク Ban Kurondaiku?)
 Seiyū: Tomokazu Seki
Uno de los antagonistas. Es el jefe de la familia Klondike, conocido en todo Fourland como un despiadado jefe de la mafia, aunque parece tener un lado más suave cuando trata con mujeres y niños. Ban busca las cartas de X-Playing para sus propios fines y comparte una historia con Theodore y Norman.
Tilt (ティルト Tiruto?)
 Seiyū: Toshiyuki Toyonaga
Un joven ejecutivo de Klondike que actúa como fuerza mediadora en las luchas interfamiliares y gestiona la búsqueda de las cartas X-Playing.
Bobby Ball (ボビー・ボール Bobī Bōru?)
 Seiyū: Chiharu Sawashiro
Un miembro de la familia Klondike que trabaja para Tilt para adquirir las cartas X-Playing y es cruel con casi todas las personas que conoce. Tiene el 3 de Diamantes con el poder "Marble Rumble" que le permite convertir cualquier cosa que agarre en canicas, que luego puede usar como proyectiles.
Zenon
 Seiyū: Yoshitsugu Matsuoka
Burst
 Seiyū: Miyuki Sawashiro

### Otros
Greg Young (グレッグ・ヤング Gureggu Yangu?)
 Seiyū: Toshiyuki Morikawa
Un inspector veterano dentro del Departamento de Policía de Shield y una de las pocas personas fuera de High Card que conoce su existencia y las cartas X-Playing. Greg es un viejo amigo tanto de Ban como de Theodore.
Sugar Peace (シュガー・ピース Shugā Pīsu?)
 Seiyū: Rie Takahashi
Una detective novata que trabaja con Greg.
Chelsea Hammond (チェルシー・ハモンド Cherushī Hamondo?)
 Seiyū: Yurika Kubo
Una influencer de las redes sociales que busca encontrar a su "alma gemela". Ella tiene en su poder el 2 de Diamantes, "Love Connection", que une las manos de dos personas. Después de un encuentro con Finn y Chris, se convierte en camarera en el bar local.
Michelle Redgrave (ミシェル・レッドグレイブ Misheru Reddogureibu?)
 Seiyū: Yurie Kozakai
La hermana menor de Chris. Tiene una enfermedad genética hereditaria de su madre.
Lindsey Betz (リンジー・ベッツ Rinjī Bettsu?)
 Seiyū: Eiji Hanawa
El Director del Orfanato Sun Fields, un hombre de buen carácter que lucha por mantener abierto el orfanato mientras tiene problemas para pagar el alquiler a un propietario indiferente.
Lucky Lunchman (ラッキー・ランチマン Rakkī Ranchiman?)
 Seiyū: Shigeru Chiba
Un estafador de cartas bendecido con una suerte increíble gracias a la habilidad del 10 de Diamantes, "Unlucky Poky", que le otorgaba una suerte sobrenatural y así evitaba que sufriera algún daño. Después de ser amenazado para que entregara su carta, pronto lo matan después de perder la suerte junto con la carta.
Aya Tawawa (アーヤ・タワワ Aya Tawawa?)
 Seiyū: Takako Honda
Una exmiembro de High Card de hace 25 años que formó parte de un equipo anteriormente dirigido por los padres de Leo y Chris, Theodore y Tyler. Sin embargo, debido a una decisión tomada por Theodore con respecto al joven Chris, ella abandonó el equipo de manera desalentadora y se exilió. Años más tarde, salva a Finn y le confía su carta, la J de Picas, "Coming Home", que le permite atraer cualquier objeto a la vista hacia ella.

## Contenido de la obra

### Anime
En junio de 2021, se anunció que Homura Kawamoto, Hikaru Muno y TMS Entertainment estaban trabajando en una franquicia multimedia que incluirá una serie de televisión de anime. La serie está producida por Studio Hibari y dirigida por Junichi Wada, con Kenichi Yamashita, Kazuhiko Inukai, Shingo Nagai y Naoki Kuroyanagi escribiendo los guiones, Nozomi Kawano diseñando los personajes y Ryō Takahashi componiendo la música. Se estrenó el 9 de enero de 2023 en AT-X y otros canales. El tema de apertura es «Trickster», interpretado por Five New Old, mientras que el tema de cierre es «Squad!» (スクワッド！ Sukuwaddo!?), interpretado por Meychan. Crunchyroll obtuvo la licencia de la serie fuera de Asia.
El 26 de marzo de 2023, se anunció una segunda temporada. El elenco y el personal de la primera temporada regresa en sus respectivos roles. Se estrenó el 8 de enero de 2024. El tema de apertura es interpretado por Five New Old, mientras que el tema de cierre es «Hakuchūmu» (白昼夢?), interpretado por Raon.
Tras el episodio final de la segunda temporada, se anunció que la serie recibiría un episodio extra. Se estrenará el 5 de noviembre de 2024.

### Manga y novela
Se ha anunciado una adaptación a manga y novela de la franquicia. El manga de historia paralela, titulado High Card -♢9 No Mercy, comenzó a serializarse en la revista de manga en línea Manga UP! de Square Enix el 31 de agosto de 2022. Los capítulos individuales se han recopilado en tres volúmenes tankōbon hasta la fecha.

#### Lista de volúmenes
| Volúmenes de manga publicados | Volúmenes de manga publicados | Volúmenes de manga publicados |
| Número                        | Fecha de lanzamiento          | ISBN                          |
| ----------------------------- | ----------------------------- | ----------------------------- |
| 1                             | 18 de julio de 2023           | ISBN 978-4-7575-8337-5        |
| 2                             | 6 de enero de 2024            | ISBN 978-4-7575-8994-0        |
| 3                             | 5 de julio de 2024            | ISBN 978-4-7575-9282-7        |

### CD Drama
El 3 de diciembre de 2021 se lanzó una adaptación a CD drama de la franquicia.